# Fierstemmige sange
Fierstemmige sange opus 67 is een verzameling liederen composities van Agathe Backer-Grøndahl. Tot aan dit opusnummer 67 bestond haar gepubliceerd werk uitsluitend uit liederen voor 1 of hooguit twee zangstemmen, dan wel muziek voor piano solo. Dat is opmerkelijk want haar man Olaus Andreas Grøndahl was dirigent van allerlei koren in Noorwegen.  In de bundel zijn dan ook liederen opgenomen die geschreven zijn gedurende haar gehele loopbaan, maar nooit als verzameling waren uitgebracht. Zo dateert Fram Østerdöler for mandskor uit 1898. De bundels werd in september 1906 uitgegeven door Warmuth Musikforlag (nrs. 2718-2718 en 2287)
De liederen zijn gebundeld in drie verzamelingen:
- Voor dameskoor (sopranen en alten
  - Alle de voksende skygger (2 sopranen en alt); tekst van Jens Peter Jacobsen in tranquillo in E majeur in 6/8-maatsoort
  - De røde roser i lunden staa (2 sopranen en alt); in leggiero in G majeur in 4/4-maatsoort
  - Hvile (2 sopranen en alt); tekst van Christian Winther in tranquillo in Es majeur in 6/8-maatsoort
  - I vaarmattens drömme (2 sopranen en alt); tekst Johan Halmrast in allegretto in F majeur in 4/4-maatsoort
  - Paradismuren (2 sopranen en alt); in tranquillo in Es majeur in 6/8-maatsoort
  - Ved sundet (2 sopranen en 2 alten); tekst van Johan Sebastian Welhaven in moderato non troppo in Fis majeur in 6/8-maatsoort
  - Vaaraften (solosopraan of -tenor, 2 sopranen en 2 alten); tekst van Johan Halmrast in andantino in F majeur in 3/4-maatsoort
- Voor gemengd koor (sopranen, alten, tenoren, baritons)
  - Bliv hos os; tekst Bernhard Severin Ingemann in andantino in Es majeur in 6/8-maatsoort
  - Liden Kirsten; tekst Vilhelm Krag in semplice in F majeur in 4/4-maatsoort
  - Til de døde; tekst Adolph Wilhelm Schack von Staffeldt in andantino in Es majeur in 6/8-maatsoort
- voor mannenkoor (tenor, bariton)
  - Der ligger er land; tekst van Bjørnstjerne Bjørnson in allegretto in F majeur in 4/4-maatsoort
  - Fram Østerdöler; tekst van Ivar Mortenson; volksmuziek bewerkt door Agathe in kraftig og markeret in D majeur in 3/4-maatsoort
  - Vaart fedraland; tekst Elias Blix, in allegretto in Bes majeur in 4/4-maatsoort
  - Aftnen er stille (met solobariton); tekst van Bjørnstjerne Bjørnson in andante in D majeur in 3/4-maatsoort
  - Snart synker solen (met solobariton); tekst van Vilhelm Bergsøe in moderato in G majeur in 4/4-maatsoort
  - I de sidste Øieblikke (tekst van sf) in moderator in g mineur in 4/4-maatsoort

De verzameling liederen waren al eerder uitgebracht in een veel grotere verzamelband met liederen voor mannenkoor; eveneens uitgebracht door Warmtuh Musikforlag.  